# Dédalo
Le Dédalo (l'espagnol pour Dédale) était un porte-avions et navire amiral de la Marine espagnole, le second navire de ce type en Espagne après le premier Dédalo, porte-hydravions et dirigeables qui prit part à la bataille d'Alhucemas en 1925). 

## Historique
À l’origine, le Dédalo est un porte-avion américain de la classe Independance. Sorti des réserves au milieu des années 1960, il est modernisé par le chantier naval de Philadelphie avant d’être prêté à l’Espagne pour cinq ans à partir du 30 août 1967. Le prêt est ensuite régulièrement renouvelé jusqu’à ce que l’Espagne l’achète en décembre 1975.
Il restera le navire amiral de la flotte espagnole jusqu'à la mise en service du Principe de Asturias. À la fin de sa carrière, il fut transformé pour pouvoir accueillir des chasseurs à décollage court AV-8S Matador Harrier de l'aviation navale espagnole.
Dedalo fut désarmé en août 1989 et donné à une organisation privée américaine pour servir de musée flottant aux États-Unis. Mais celle-ci fut incapable de payer ses créanciers et le navire fut revendu aux enchères le 10 septembre 1999 et racheté par Sabe Marine Salvage. Le navire fut totalement détruit en 2002.

## Caractéristiques
L’aviation embarquée est composée au début des années 1980 de quatre flottilles. La première comprend huit chasseurs British Aerospace Matador, la deuxième quatre hélicoptères de lutte anti-sous-marine SH-3D/G Sea King, la troisième d’hélicoptères Agusta-Bell AB.212 et la quatrième de quatre Bell AH-1G Cobra.

## Source
- (en) Cet article est partiellement ou en totalité issu de l’article de Wikipédia en anglais intitulé « Spanish aircraft carrier Dédalo » (voir la liste des auteurs).